# Божана Вучинић
Божана Вучинић (Рогами, код Подгорице, 26. фебруар 1908 — Подгорица, 28. март 1937) била је комунистичка револуционарка и борац за женска права. 

## Биографија
Рођена је 26. фебруара 1908. у селу Рогами, код Подгорице. Године 1923, са свега 15 година, ангажовала се у Трезвењачком друштву „Гаврило Принцип”, преко кога је тада илеглна Комунистичка партија вршила утицај. У овом Удружењу била је благајница.
Јула 1926. постала је чланица Комунистичке партије Југославије (КПЈ) и једна од првих жена комуниста у Црној Гори. Према подацима из 1935. у Црној Гори је било 610 чланова КПЈ, од чега свега 12 жена — Лидија Јовановић, Јелена Ћетковић, Васа Павић, Олга Лекић, Катица Матковић Мук, Ђина Врбица, Милица Вулетић, Бојана Ивановић, Данка Ковачевић, Васиљка Ђуровић, Милица Лопичић и Божана Вучинић.
Била је члан Месног комитета КПЈ за Подгорицу и један од оснивача женског покрета. Заједно са Лидијом Јовановић, Ђином Врбицом, Јеленом Ћетковић, Васом Павић и другима, организовала је 1. марта 1936. у подгоричком хотелу „Европа” оснивачку скупштину, на којој су усвојена правила и циљеви покрета жена.
Своју партијско-револуционарну активност наставила је на Цетињу, где је радила као чиновница у Дирекцији за финансије. У полицијској провали, у редове КПЈ у Црној Гори, која се догодила 1936, ухапшена је, заједно са десетинама комуниста, а затим испитивана и мучена у Дубровнику. Потом је предата Државном суду за заштиту државе у Београду, након чега је пребачена у затвору на Ади Циганлији. Као тешки болесник, пуштена је кући јануара 1937, како не би умрла као политички затвореник.
Умрла је од последица злостављања и туберкулозе, коју је добила у суровим условима робијања. Сахрањена је 30. марта 1937. у родним Рогамима. Њену сахрану КПЈ је искористила за велики протестни, антирежимски збор, на којем је говорила Јелена Ћетковић.